# Послијеподне једног фазана
„Послијеподне једног фазана” је југословенски филм из 1972. године. Режирао га је Маријан Арханич који је са Даворином Стипетићем написао и сценарио.

## Радња
Младић и девојка који су се недавно упознали долазе на обали реке. Спази их млади и мало ментално заостали рибар Миливој и почиње их пратити. Нада се да ће их успети гледати из прикрајка у сексуалном чину. С истим их циљем почиње пратити и група од тројице младића, поп-музичара који су се ту случајно затекли.

## Улоге
| Глумац          | Улога         |
| --------------- | ------------- |
| Раде Шербеџија  | Обесни младић |
| Мишо Ковач      |               |
| Миле Рупчић     | Фотограф      |
| Игор Гало       | Миливој       |
| Јасна Михаљинец |               |
| Стипе Белобрк   |               |
| Фрањо Мајетић   | Тркач         |
| Мате Ерговић    | Слепи рибић   |

## Награде
Пула 72' - Диплома жирија режисеру дебитанту; Златни венац недељника Студио најбољем режисеру дебитанту